# Franz Eibel

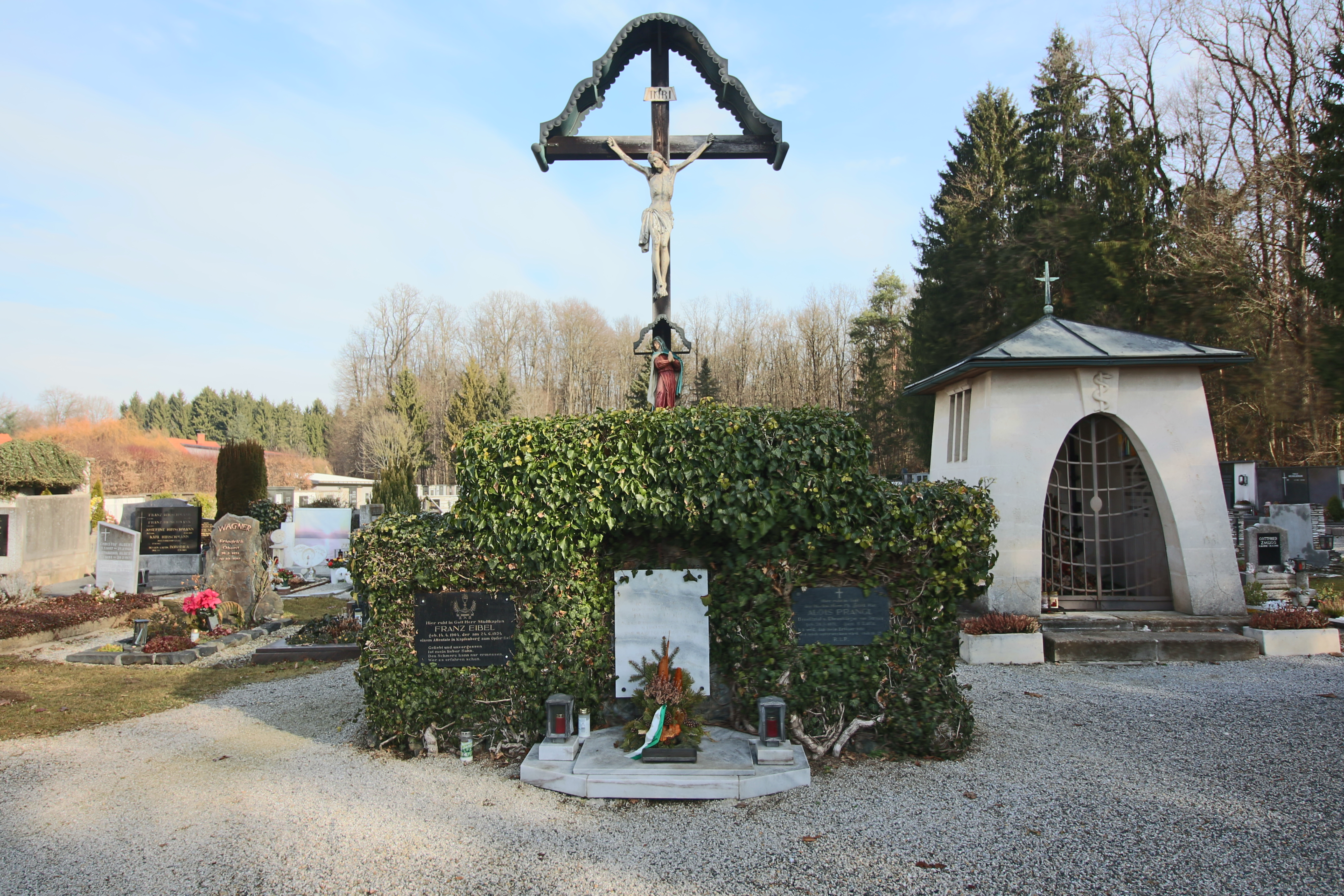
Sondergrab von Franz Eibel am Waldfriedhof in Straß in Steiermark (2024)

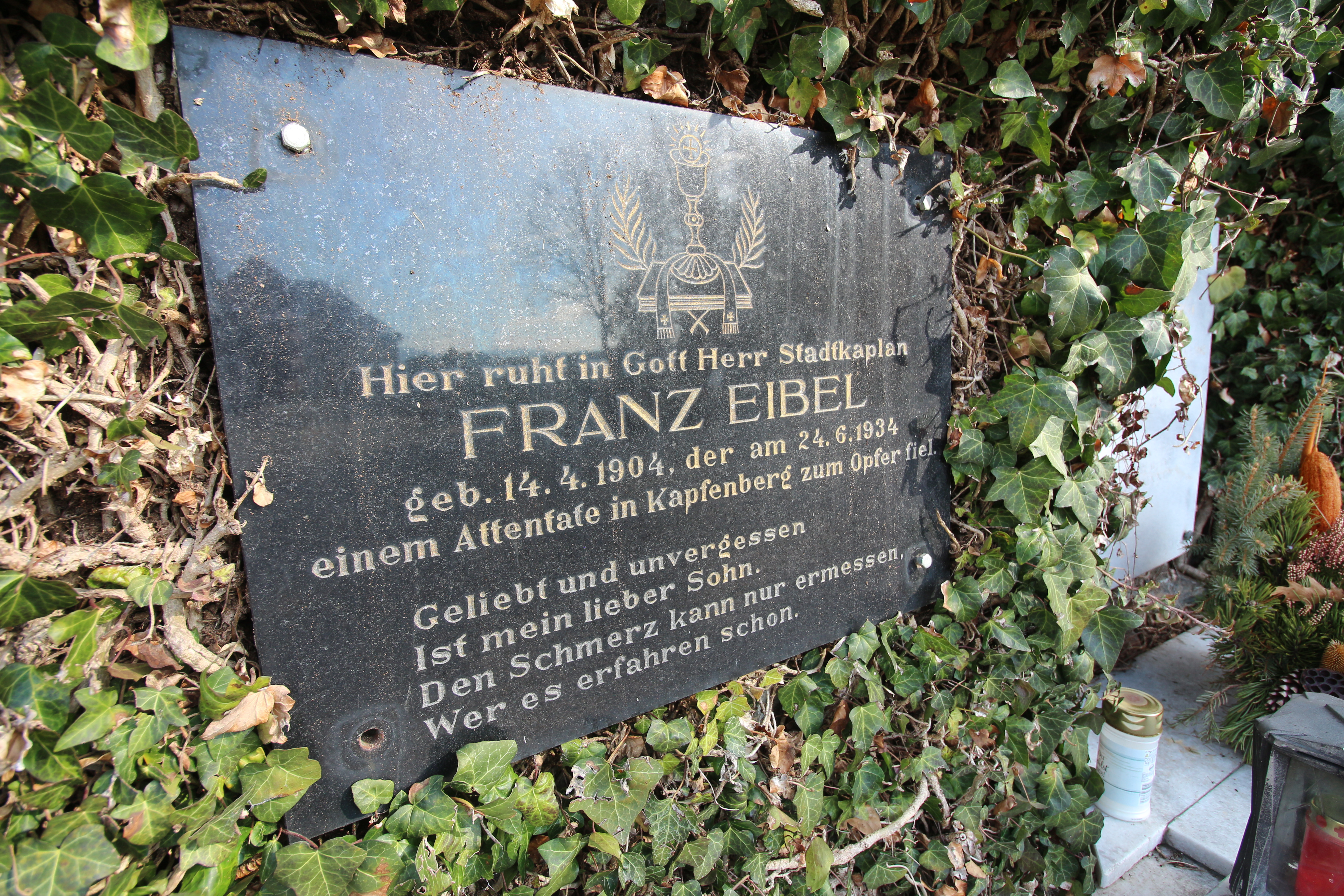
Grabtafel Franz Eibels (2024)

Franz Eibel (* 14. April 1904 in Straß; † 24. Juni 1934 in Bruck an der Mur) war ein katholischer Geistlicher in der Steiermark und ein frühes Opfer der Nationalsozialisten.

## Leben

### Herkunft und erste Priesterjahre
Franz Eibel wurde am 14. April 1904 als Sohn des Haus- und Grundbesitzers Franz Eib(e)l (* 9. März 1868 in St. Peter am Ottersbach; † 26. August 1919 in Straß) und dessen Ehefrau Not(h)burga (geborene Hafner; * 9. April 1871 in Ratschendorf bei Mureck; † 6. Jänner 1954 in Graz) in Straß geboren und wurde am 15. April 1904 getauft. Seine Eltern hatten am 30. April 1902 geheiratet. Am 29. Juni 1915 wurde er gefirmt. In Graz, wo er maturiert hatte, wurde er in seinem Maturajahr vom zuständigen „Jahrgangsdichter“ in einem Distichon wie folgt charakterisiert: „Eibel ist klug und verständig, doch ‚fein‘ wie des Birnbaumes Rinde…“.
Er studierte in Graz und legte am 18. April 1927 im Grazer Dom seine Profess ab. Seine Primiz feierte er am 11. Juli 1927 in seiner Heimatpfarre in Straß. Als Berufsanfänger war er in verschiedenen Pfarren tätig und kam so am 1. September 1927 an die Pfarrkirche Liezen, an der er bis zum 1. September 1930 wirkte. Hier fiel er unter anderem als tüchtiger Katechet auf, galt als kinderlieb und außerordentlicher Organisator im Vereinswesen. In Liezen gründete er einen Burschenverein sowie eine Mädchengruppe, trat als Leiter beider Vereine in Erscheinung und führte auch mit den Burschen und Mädchen Theaterstücke auf. 1928 fuhr er mit der Liezener Jugend zum Reichsbundestag nach Bregenz und im Jahre 1929 nach Klagenfurt. Kurz vor seiner Übersetzung nahm er im Sommer 1930 noch an der Gaukonferenz der katholischen Burschenvereine teil.

### Kaplan in Ligist
Spätestens ab 1931 war er Kaplan in Ligist; vermutlich wurde er bereits im September 1930 dorthin entsandt. In seiner Amtszeit verlegte er die Erstkommunion bereits auf den Anfang des zweiten Schuljahres. In der Weststeiermark machte er sich um das katholische Vereinsleben verdient, fungierte als Dietwart des Christlich-deutschen Turnvereins Ligist und als Präses des Katholisch-deutschen Burschenvereins, wobei es aufgrund seiner Initiative zu einer regen Tätigkeit beider Vereine kam. Außerdem war er einige Zeit Obmannstellvertreter der Ortsgruppe Ligist des Deutschen Schulvereines Südmark und gehörte der zweiten Sektion der Untersteirischen Meßbruderschaft an. Wie bereits bei seiner früheren Station machte er sich auch um die Jugend von Ligist und Umgebung verdient. Zur Förderung des Volksgesangs ging Eibel moderne Wege, hörte mit den gängigen Schulmessliedern auf und schlug den Lehrkörpern vor, dass Singmessen von Joseph Haydn, Franz Schubert und Anton Faist eingeübt werden sollten. Auch von ihm organisierte Theater- und Kinoaufführungen, Ausflüge und gesellige Zusammenkünfte waren bei den Jugendlichen sehr beliebt.

### Versetzung nach Kapfenberg-St. Oswald
Im Kirchlichen Verordnungsblatt Nr. 8 für die Diözese Seckau wurde im Dezember 1932 die Übersetzung Eibels von Ligist nach Pernegg mit Zuweisung zur Dienstleistung an der Pfarre Kapfenberg bekanntgegeben. Im August 1933 wurde Eibel in die Pfarrkirche Kapfenberg-St. Oswald versetzt, wo er gemeinsam mit Kaplan Schrey unter Pfarrer Florian Plaschk die Pfarre betreute. Schrey war zur selben Zeit von Spital am Semmering kommend nach Pernegg mit Zuweisung zur Dienstleistung in Kapfenberg versetzt worden. Als Kaplan engagierte er sich sehr in der Jugendarbeit, was den seit 1933 in Österreich verbotenen Nationalsozialisten, die ebenfalls die Jugend für sich gewinnen wollten, ein Dorn im Auge war. Er galt als großes Organisationstalent, war als Arbeiterpfarrer für die Ostmärkischen Sturmscharen tätig und reaktivierte den Katholischen Arbeitsbund in der als seelsorglich schwierig beschriebenen Industrie- und Arbeiterstadt Kapfenberg. Auch war er im Reichsbund der katholisch-deutschen Jugend Österreichs aktiv und fungierte als Seelsorger im Kapfenberger Werksspital. Aufgrund seiner tätigen Hilfsbereitschaft und seiner volkstümlichen Art galt Eibel in der Bevölkerung als sehr beliebt.

### Tödlicher Sprengstoffanschlag
Nachdem im Frühsommer 1934 ein von den illegalen Nazis abgelegter Kranz am Kriegerdenkmal der Stadtpfarrkirche Kapfenberg-St. Oswald von der Pfarrei entfernt worden war, wurde der Unmut gegen die Pfarrverantwortlichen immer deutlicher. Nach der Ernennung des Stadtpfarrers Florian Plaschk zum Geistlichen Rat wurde für ihn am 23. Juni 1934 in Kapfenberg ein Fackelzug veranstaltet. In der Nacht vom 23. auf den 24. Juni 1934 deponierte der Nationalsozialist Max Kalcher vor dem Pfarrhof der Stadtpfarrkirche eine – wie Schrey später schrieb – Ecrasitbombe. Sie explodierte in dem Moment, als die Kapläne Eibel und Schrey wegen verdächtiger Geräusche Nachschau hielten. Dabei wurde Eibel, der sich rund zehn Meter vom Explosionsort entfernt gerade mit dem Sturmschärler und Werksarbeiter Ernst Hering und der Frau des militärischen Leiters der Ostmärkischen Sturmscharen Kapfenberg, Amalie Spitzmayer, unterhalten hatte, durch die sich um etwa 23:30 Uhr ereignende Explosion schwer am Unterleib verletzt. Während seine beiden Gesprächspartner leicht verletzt worden waren, kam sein Amtsbruder Schrey unverletzt davon. Der entstandene Sachschaden betrug rund 150 Schilling. Nachdem Eibel zuerst in das nahe Organistenhaus und danach mit dem Rettungswagen in das Rudolfsspital in Bruck an der Mur gebracht worden war, starb er dort am 24. Juni 1934 gegen 7:45 Uhr morgens an seinen Verletzungen und dem starken Blutverlust.
Am 25. Juni fand in Kapfenberg in Anwesenheit des damaligen Justiz- und Unterrichtsministers und späteren Bundeskanzlers Kurt Schuschnigg ein großer Trauerzug nach Kapfenberg-Diemlach statt, von wo aus Eibel in seine Heimatpfarre in Straß überführt und am 27. Juni auf dem erst vier Jahre zuvor errichteten Waldfriedhof beigesetzt wurde. Verschiedenen Zeitungsberichten zufolge hätte die Beerdigung am Dienstag, den 26. Juni, um 10 Uhr stattfinden sollen; im Sterbebuch ist allerdings der 27. Juni als Beerdigungsdatum eingetragen. Darauf stützen sich auch andere Berichte, wonach das Fahrzeug mit dem Leichnam am 27. Juni um 01:30 Uhr in der Nacht in Straß eingetroffen sei. Der Trauerzug, dem geschätzt 3000 Personen angehörten, begann nach der ersten Einsegnung an der Kapfenberger Aufbahrungshalle. Von dort ging es in die Pfarrkirche St. Oswald zur zweiten Einsegnung und in weiterer Folge zum Johanniskreuz, unweit von Diemlach, zur dritten Einsegnung. Hier hielt auch Schuschnigg eine Trauerrede, in der er Eibel als einen ausgezeichneten Priester, guten Menschen und vollkommenen Charakter beschrieb. Der damalige steirische Landeshauptmann Alois Dienstleder, der sich zu dieser Zeit auf einer Dienstreise in Mariazell und im Mürztal befand, brach diese ab und kam umgehend nach Kapfenberg, nachdem er von dem tödlichen Sprengstoffanschlag erfahren hatte. Die Überführung des Leichnams nach Straß erfolgte durch einen Leichenwagen der Stadtgemeinde Kapfenberg. Eibel hinterließ seine Mutter Notburga sowie seine Geschwister; der Vater war bereits 1919 an einer bakteriellen Lungenentzündung gestorben. In den Tagen danach kam es zu einem Trauergottesdienst in Liezen oder einer von der Akademischen Vereinigung (AV) Winfridia organisierten Seelenmesse in der Grazer Domkirche. Zahlreiche Organisationen, in denen Eibel aktiv gewesen war, hielten ebenso Trauerfeiern ab. Selbst in Wien gab es im Juli eine große Gedenkfeier; in der Wiener Antonskirche, in der Eibel als noch junger Priester eine Woche lang die heilige Messe gelesen hatte, fanden sich in Wien tätige steirische Priester am 8. Juli zu einer Trauerfeier ein.

### Nachwirkungen

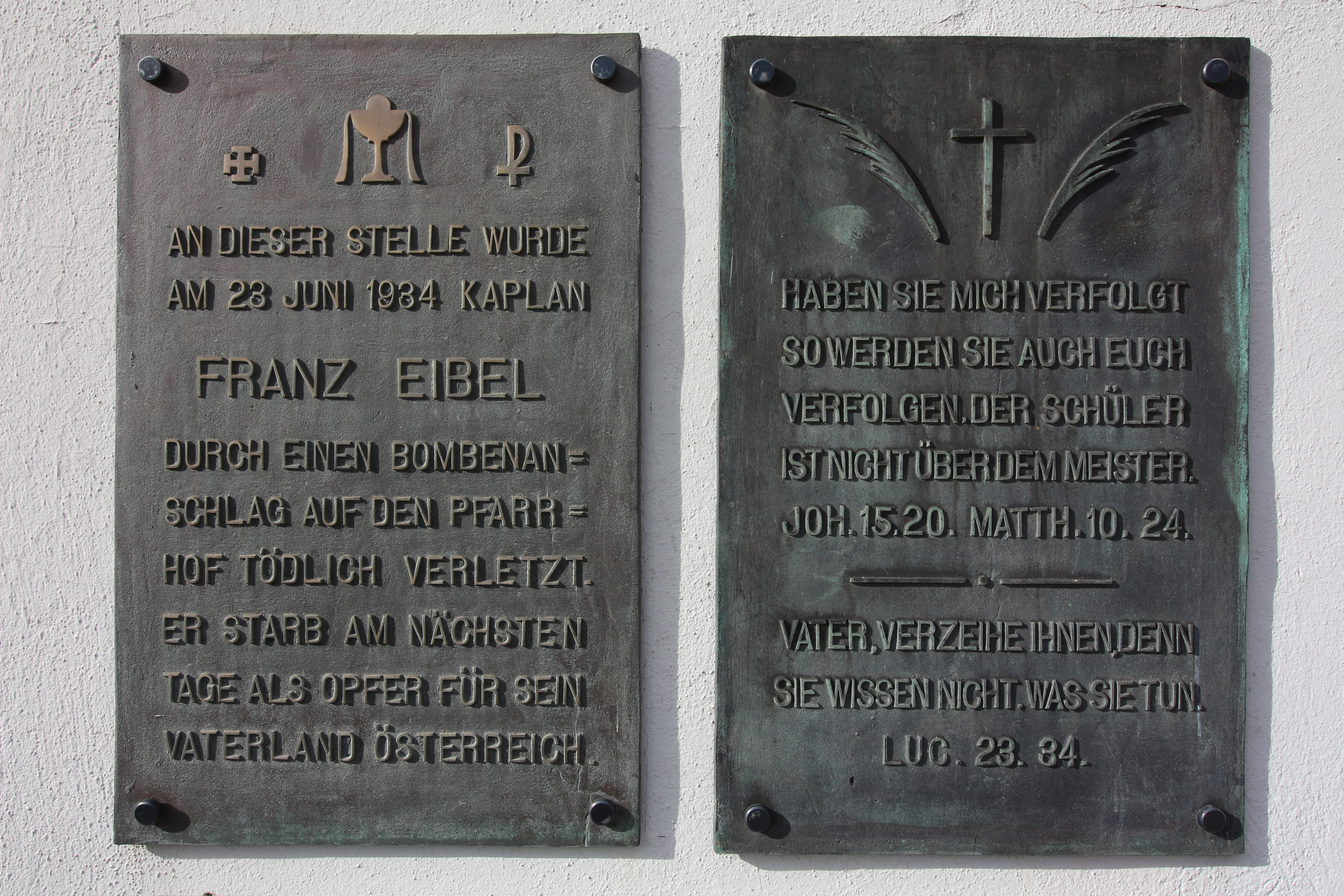
Gedenktafel am Pfarrhof Kapfenberg-St. Oswald (2024)

Die Behörden verdächtigten anfangs nicht nur Nationalsozialisten, sondern auch Sozialdemokraten der Tat, wobei sich schon bald herausstellte, dass es sich bei dem Täter eindeutig um einen nationalsozialistischen Parteigänger, den damals 22-jährigen Max Kalcher aus Deuchendorf bei Kapfenberg, handelte. Beihilfe soll ihm der etwas ältere Schmiedgehilfe Karl Stromberger geleistet haben. Bereits sechs Wochen vor dem Anschlag wurde eine mit 12. Mai 1934 datierte Flugschrift der Nationalsozialisten abgefangen, die eindeutig einer Morddrohung gegenüber Eibel glich. Beiden Angeklagten wurde auch ein einen Monat später durchgeführter Sprengstoffanschlag auf den Gendarmerieposten in Hafendorf zur Last gelegt. Kalcher wurde am Abend des 20. September 1934 am Kreisgericht Leoben wegen Verstoßes gegen das Sprengmittelgesetz zum Tode durch den Strang verurteilt; ebenso Stromberger, bei dem verfügt wurde, dass die Hinrichtung zuerst zu erfolgen habe. Nach Annahme einer Nichtigkeitsbeschwerde gegen dieses Urteil, die vom Obersten Gerichtshof verworfen worden war, wurde Kalcher am 24. Januar 1935 von einem Schwurgericht in Leoben abermals zum Tode verurteilt.
Strombergers Strafe wurde noch im Dezember 1934 vom damaligen Bundespräsidenten von der Todesstrafe auf 20 Jahre schweren Kerker reduziert. Bezüglich des Hauptangeklagten hatte sich der Bundespräsident die Entscheidung über die Vollstreckung des Todesurteiles vorbehalten bis zur rechtskräftigen Entscheidung des Kreisgerichts Leoben über den Wiederaufnahmeantrag der Verteidigung, der sich auf die Schuldigsprechung wegen des Priestermordes bezog. Anfang März 1935 wurde Kalchers Strafe vom Bundespräsidenten ebenfalls zu zwanzig Jahren schwerem Kerker herabgesetzt. Im Vorfeld hatte die Staatsanwaltschaft Leoben aufgrund von Ergebnissen des von Kalcher beantragten Wiederaufnahmeverfahrens einen Antrag auf Einstellung bzw. Abbruch des Strafverfahrens im Bezug auf den Anschlag auf den Kapfenberger Pfarrhof gestellt. Nach dem Anschluss Österreichs wurde Kalcher mit einer auf drei Jahre ausgesetzten Bewährungsfrist frühzeitig aus der Haft entlassen. Kurz darauf wurde er bei der Reichstagswahl 1938 in den Reichstag gewählt, aus dem er im Jänner 1939 wieder ausschied.
Kaplan Franz Eibel ist ein frühes Opfer des Nationalsozialismus in Österreich und wurde in den Zeitungen gar als „erster Blutzeuge für das wiedererstandene katholische Österreich“ bezeichnet. Wenige Monate nach dem Attentat wurde im Oktober 1934 an der Außenwand des Pfarrhofs eine Gedenktafel für Eibel enthüllt. Schuschnigg, der bei der Enthüllung ebenfalls zugegen war, äußerte über Eibel, er sei ein „Märtyrer und Held im Priesterkleid“ gewesen. Nach Eibel ist seit demselben Tag (14. Oktober 1934) eine nahe – aber nicht direkt – an der Pfarrkirche St. Oswald vorbeiführende Straße benannt. Diese trägt offiziell den Namen Franz-Eibel-Straße, ist aber auch unter anderen Schreibweisen und Abkürzungen etwa als Franz-Eibel-Strasse, Franz-Eibelstraße oder F.-Eibel-Straße bekannt und trug zum Zeitpunkt der Benennung den Namen Kaplan Eibel Strasse, wie alte Hausnummernschilder noch heute bezeugen. Eine weitere (Marmor-)Gedenktafel wurde im Vorraum vor dem Festsaal des Winfridenheims, der Bude der AV Winfridia Graz, platziert.

## Mitgliedschaften
Eibel war Mitglied der AV Winfridia Graz im Kartellverband katholischer nichtfarbentragender akademischer Vereinigungen Österreichs (ÖKV).

## Galerie

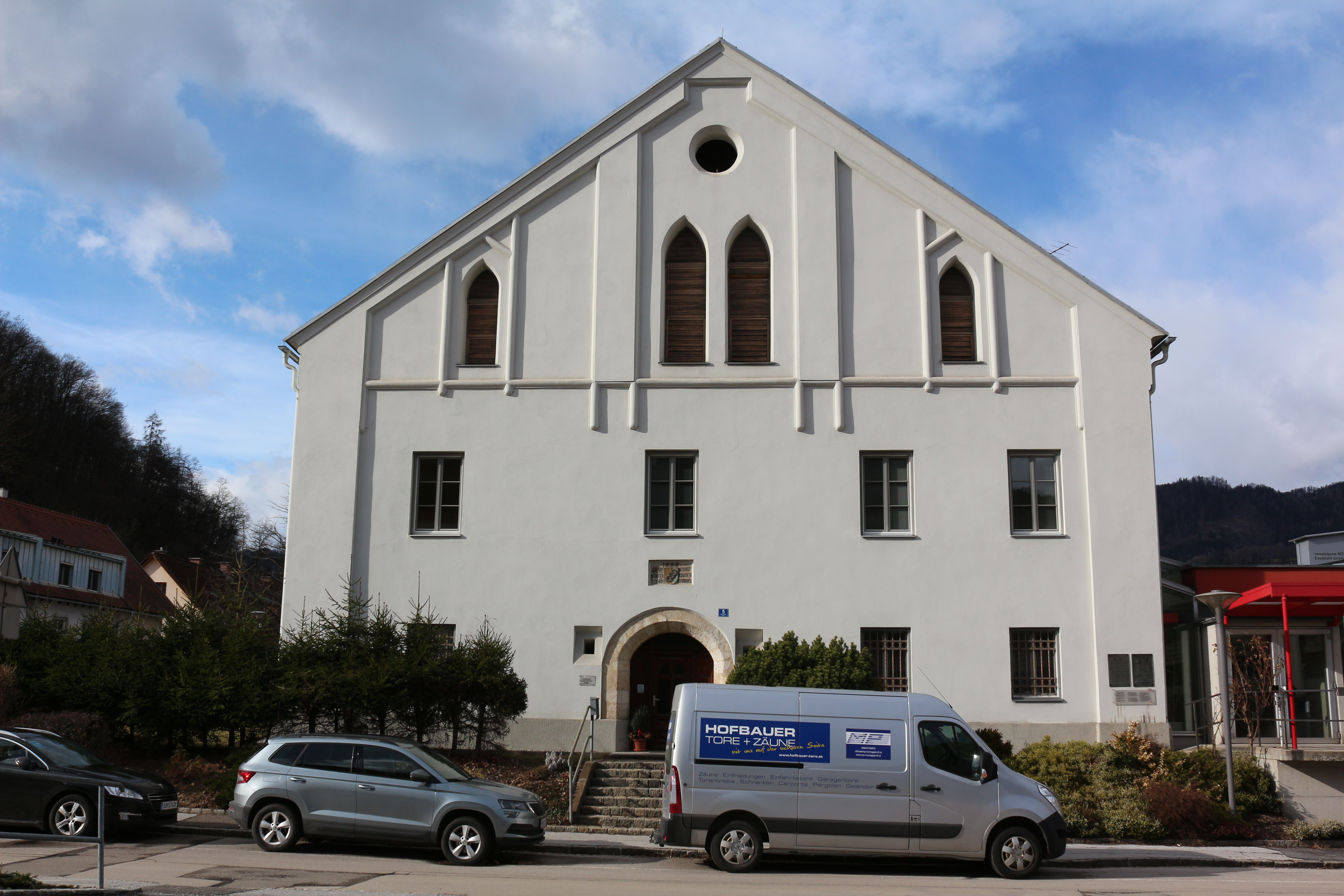
Der Pfarrhof Kapfenberg-St. Oswald. Die Gedenktafel befindet sich an der Ecke des Altbestandes vor dem Übergang zum 1999/2000 entstandenen Neubau.
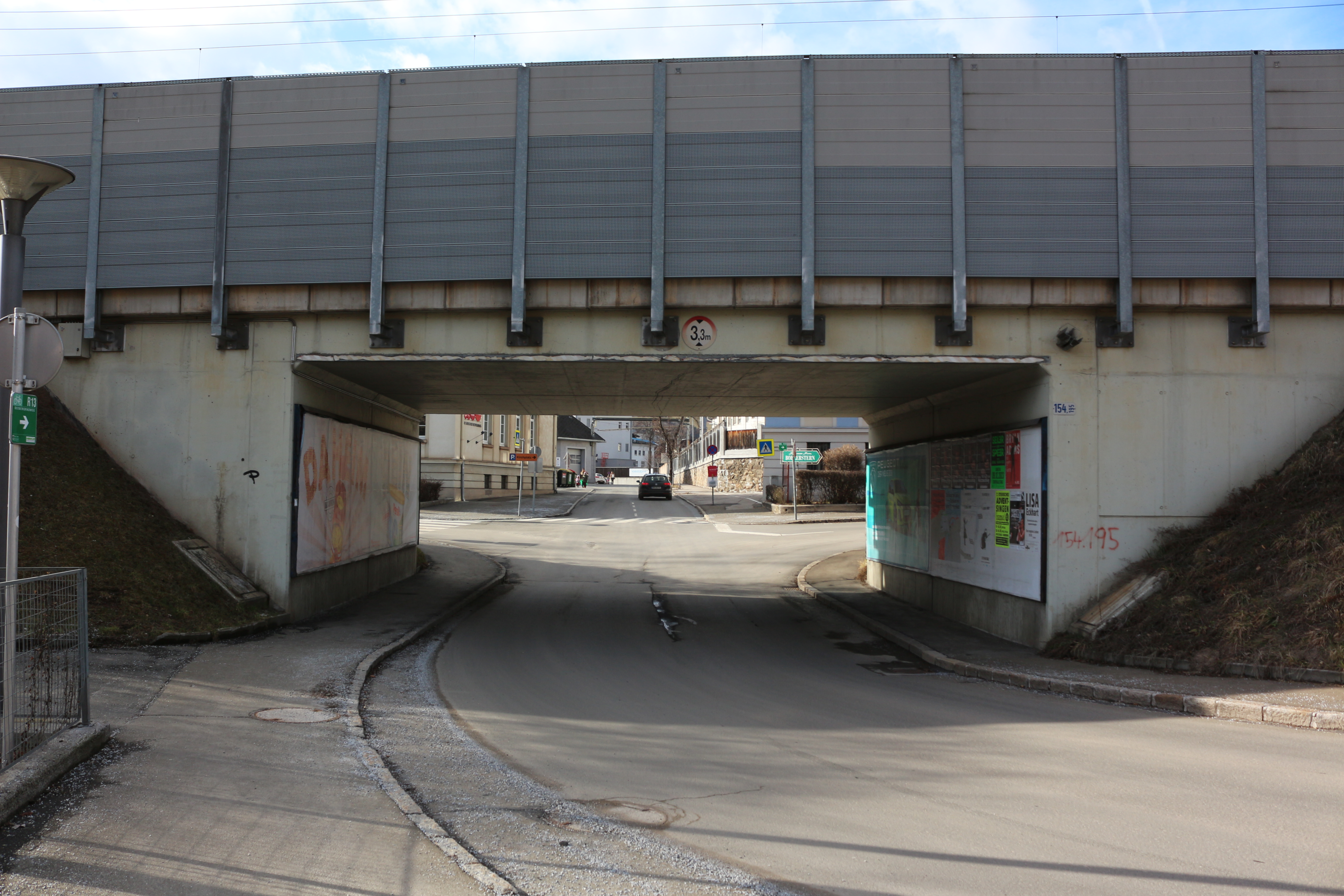
Unterführung bei der Franz-Eibel-Straße
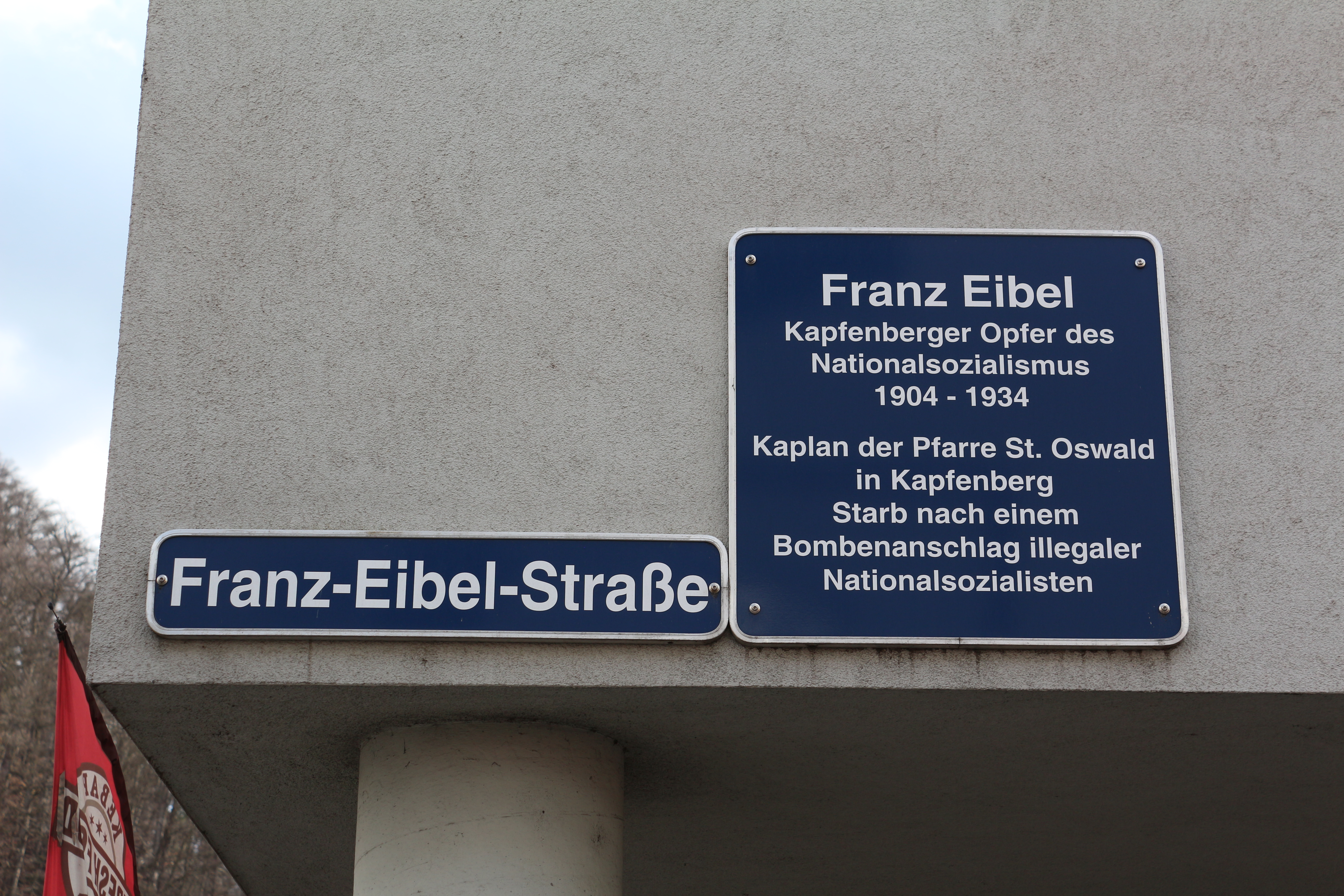
Straßentafel mit Zusatzinformation am Beginn der Franz-Eibel-Straße
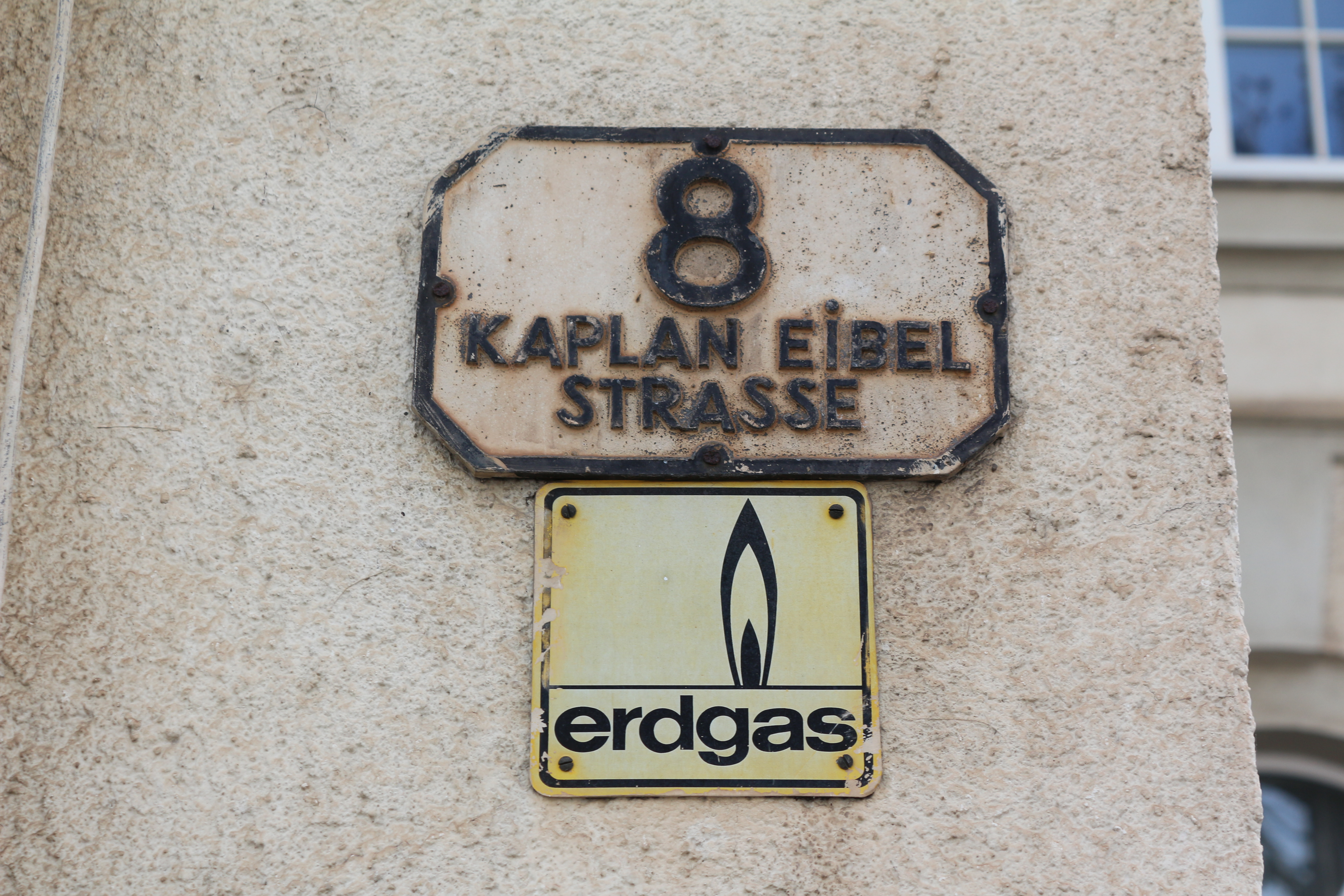
Verschiedene Schreibweisen…
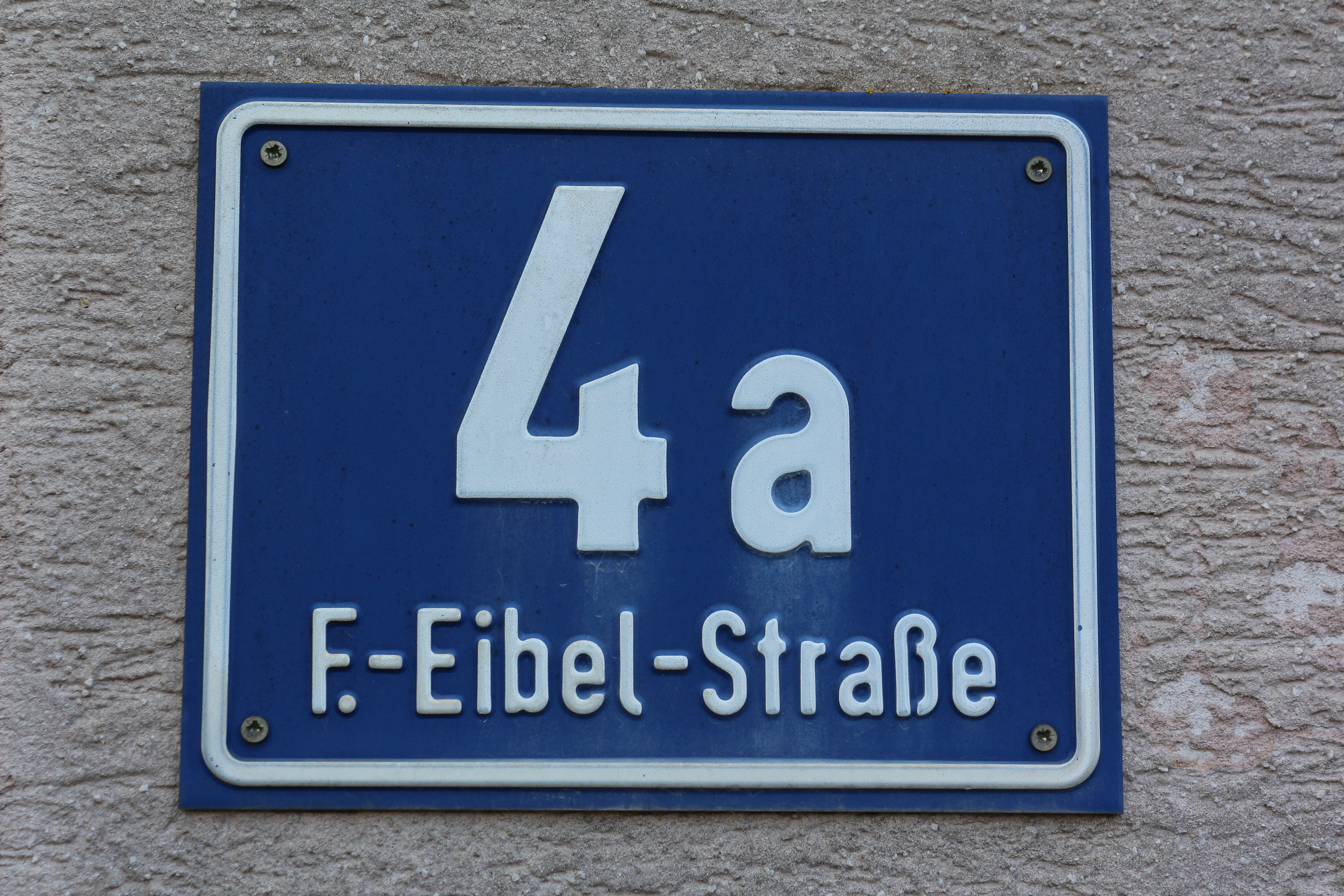
…der…
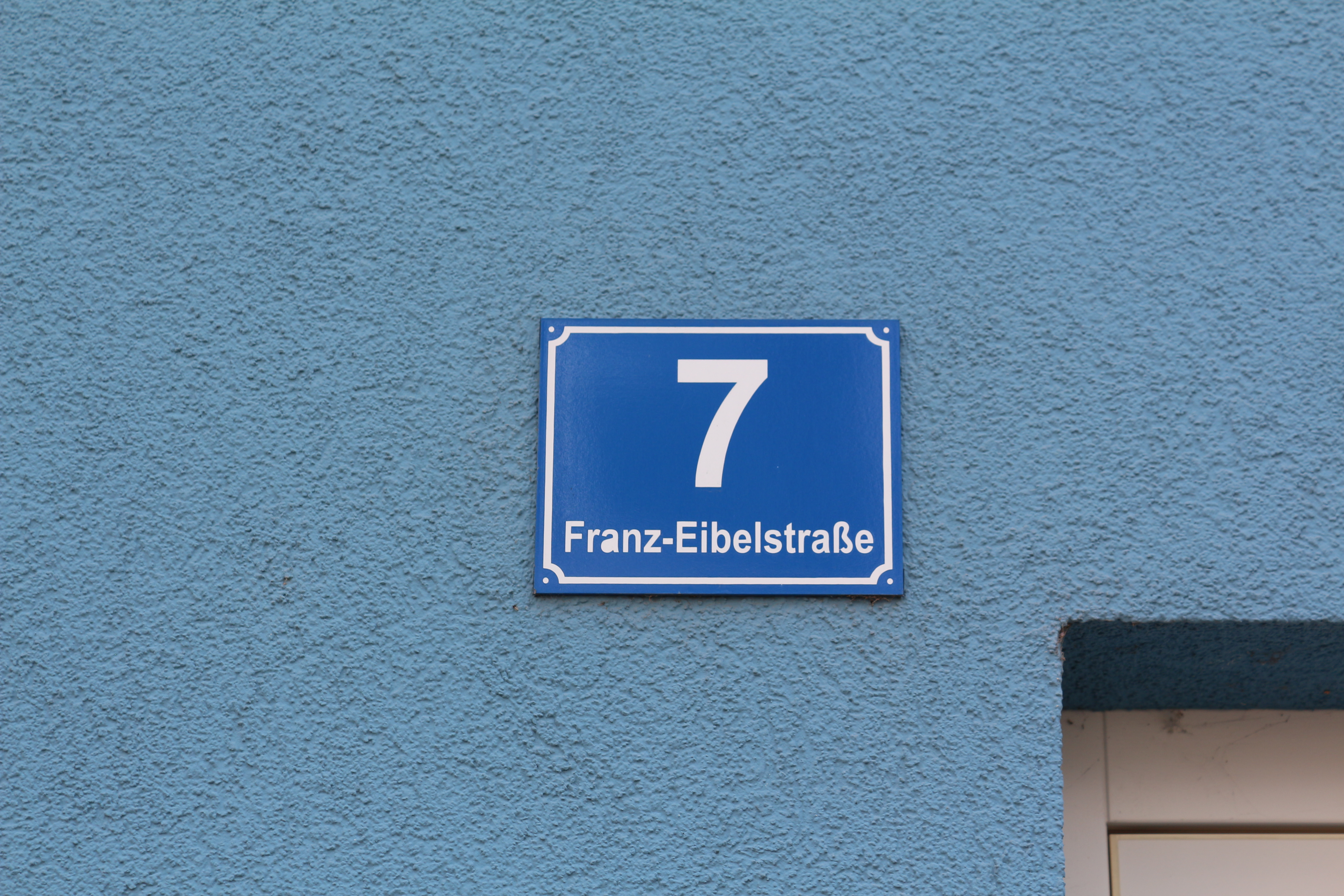
…Franz-Eibel-Straße in Kapfenberg.